# Adir Gentil
Adir Cardoso Gentil (Florianópolis, 4 de setembro de 1958) é um empresário e político brasileiro.
Nas eleições estaduais em Santa Catarina em 1994 foi eleito segundo suplente de Vilson Pedro Kleinübing. Com o pedido de licença do mandato de Geraldo Althoff tomou posse do cargo em 22 de maio de 2002.